# Janaína Petit
Janaína Petit Cunha (Suzano, 16 de julho de 1977) é uma voleibolista paralímpica brasileira. Conquistou a medalha de bronze, primeira do Brasil na modalidade, nos Jogos Paralímpicos de Verão de 2016 no Rio de Janeiro, representando seu país após derrotar a Seleção Ucraniana por 3 sets a 0.